# مدرسة ابن الجوزي (بغداد)
مدرسة ابن الجوزي  مدرسة تاريخية تقع في بغداد، يعود تأسيسها إلى العصر العباسي. وهي من المدارس الحنبلية التي تقع في الجزء الشرقي من المدينة، وتحديدًا في درب دينار.  بناها أبا الفرج عبد الرحمن بن علي، المتوفى عام 1200. وقد كان إبن الجوزي يقوم بإلقاء الدورس فيها. إلا أن المدرسة لم تعد موجودة اليوم.